# オーレ!コルトレーン
『オーレ!コルトレーン』（Olé Coltrane ）は、ジャズ・サックス奏者ジョン・コルトレーンが1961年5月に録音したアルバムで、同年アトランティック・レコードより発表された。

## 解説
1961年コルトレーンはインパルス!レコードに移籍することに決めており、本アルバムを吹き込むわずか2日前にインパルスで初の吹き込み（ブラス・オーケストラを起用しての大掛かりなもので、アルバム『アフリカ・ブラス』等としてリリース）を行っている。
本アルバムの方はアトランティック・レコードとの残された契約を果たすために録音されたもの。タイトル曲はスペインを旅行したときに得た印象を音楽にしたもので、フリジアンというジャズとしては当時まだ珍しいモード(旋法)の使用、二人のベーシストを起用してそれぞれ自由にベースラインを刻ませるなど新しい試みを行いつつ、3拍子+ソプラノ・サックスというコルトレーンの得意パターンも現れる。その他の曲も翌年録音の人気アルバム『バラード』を彷彿とさせる内容である。
またアトランティック・レコードにおける録音では、ワン・ホーン・カルテットで臨むことが多かったコルトレーンだが、本アルバムではリード奏者エリック・ドルフィー、トランペット奏者フレディ・ハバードを起用している。
なお、ドルフィーはプレスティッジ・レコードとの契約の関係で本アルバムに名前をクレジットすることが許されず、ジャケットにはGeorge Laneという名前が表記されている。

## 収録曲
- オーレ － "Olé" (18:15)
- ダホメイ・ダンス － "Dahomey Dance" (10:52)
- アイシャ － "Aisha" (7:39)
- トゥ・ハー・レイディシップ － "To Her Ladyship" [Bonus Track] (8:58)

## 演奏メンバー
- ジョン・コルトレーン - テナー・サックス、ソプラノ・サックス
- エリック・ドルフィー - アルト・サックス、フルート
- フレディ・ハバード - トランペット
- マッコイ・タイナー - ピアノ
- レジー・ワークマン - ベース
- アート・デイヴィス - ベース
- エルヴィン・ジョーンズ - ドラムス